# Diocèse de Bethléem
Le diocèse de Bethléem est une ancienne circonscription ecclésiastique de l'Église catholique romaine, à l'origine un évêché de Palestine créé vers 1110 par le pape Pascal II à la requête du roi Baudouin,, puis plus tard enclavée dans le diocèse d'Auxerre, ayant la particularité d’avoir à sa tête un évêque ne gouvernant aucun paroissien.
En effet, après la prise de Bethléem par Saladin en 1187, la résidence épiscopale fut transférée en France, près de Clamecy, en 1211. Son évêque n'eut plus de juridiction réelle en dehors de l'Hôtel-Dieu de Panthénor, qui formait son domaine. Il dépendait cependant directement du Saint-Siège.
Supprimé comme siège résidentiel au début du XIXe siècle, il fut établi comme siège titulaire en 1840. Ce siège est vacant depuis 1987.

## Histoire

### Fondation de l'évêché de Bethléem en Palestine
En 1110 le drapeau des croisés flotte sur Jérusalem depuis déjà 10 ans. Cette année-là, le pape Pascal II érige Bethléem en évêché à la demande du roi Baudouin.

### L'hôpital de Panthénor
Par ailleurs, en Bourgogne l'hôpital de Panthénor est fondé vers 1117 par Guillaume II, comte de Nevers, à Clamecy dans la Nièvre, en rive droite de l'Yonne (face au bourg de Clamecy en rive gauche). Guillaume II adjoint à l'hôpital une chapelle dédiée à Notre-Dame et installe dans le lieu huit chanoines réguliers augustins chargés de loger les pèlerins et soigner les malades.
Le comte Guillaume IV, petit-fils du fondateur, meurt de la peste à Ptolémaïde en 1168. Affectionnant particulièrement Bethléem de Palestine, il choisit de s'y faire inhumer ; et il lègue l'hôpital de Panthénor et ses dépendances au diocèse de Bethléem en Palestine, offrant ainsi à son évêque un refuge si ce dernier est chassé de son siège par les infidèles. Ces dispositions sont confirmées par son frère Guy Ier. Lesdites dépendances n'incluent pas la chapelle de Bethléem dans le faubourg de Clamecy, laquelle a toujours été du ressort de l'évêché d'Auxerre. Une contestation à ce sujet s'élèvera au début du XVIIe siècle, résolue en faveur de l'évêque d'Auxerre.

### Transfert de l'évêché de Bethléem en Palestine à Panthénor en Bourgogne
Vaincus par Saladin, les croisés quittent la Palestine en 1187. À la suite des efforts diplomatiques de l'évêque de Salisbury et ambassadeur de Richard Cœur de Lion Hubert Walter, à partir de 1192 et pour quelque temps les musulmans autorisent la pratique du christianisme contre paiement d'un tribut.
Régnier, septième évêque de Bethléem, vient finalement en 1204 s'établir à Panthénor qui est désormais appelé Bethléem, du nom de l'évêché de Palestine qu'il abrite.
La relocation ne va pas sans mal. Les évêques voisins, celui d'Auxerre et celui de Nevers, émettent des protestations bruyantes et des prétentions sur Clamecy. En octobre 1211 la ville de Clamecy est déclarée par arbitrage papal appartenir au diocèse d'Auxerre,, mais le pape en exclut Bethléem-lez-Clamecy, qui reste du ressort de l'évêque de Bethléem.

### L'évêché de Bethléem-lez-Clamecy
Les évêques de Bethléem-lez-Clamecy, considérés à Rome comme les successeurs des évêques de Bethléem en Palestine, furent pendant plusieurs siècles nommés directement par les papes. À dater du concordat de 1516 entre Léon X et François Ier, la nomination de ces prélats fut dévolue aux comtes de Nevers, qui jouirent jusqu'à la Révolution française du droit de présenter au pape des évêques de leur choix, de consensu Regis Christianissimi (avec le consentement du roi très-chrétien).
Dépendant directement du Saint-Siège de par la bulle Apostolatus Officium du 17 Août 1524, il n'était pas suffragant de l'archevêque de Sens : c'était un siège réel, enclavé dans le diocèse d'Auxerre. Jusqu’au début du XVe siècle, les évêques de Bethléem-lez-Clamecy furent des prélats sans autre juridiction que celle sur l'ancien Panthénor, contestée par les évêques d’Auxerre malgré plusieurs bulles papales.

#### XIIIesiècle
En 1291 Robert II duc de Bourgogne conclut un arrangement avec Hugues, évêque de Bethléem, concernant le temporel de l'hôpital de Panthénor.

#### XVesiècle
Par lettres patentes du 9 février 1413, le roi Charles VI accorde aux évêques de Bethléem les mêmes privilèges que les autres évêques du royaume.
Laurent Pinon, dominicain et évêque de Bethléem de 1422 à 1424, est également le confesseur de Philippe le Bon duc de Bourgogne. Lorsque l'évêque d'Auxerre Jean de Corbie résigne de son évêché en 1432, le duc souhaite le voir remplacé par un homme de confiance à la tête de cet évêché frontière entre la Bourgogne et la France. Rappelons que la guerre de Cent Ans bat son plein et que le traité de Troyes de 1420 a fait de Henri V d'Angleterre le régent du royaume de France face à Charles V fou et déchargé du gouvernement du royaume depuis 1392. Le duc de Bourgogne Jean sans Peur, qui visait la couronne de France par l'affaiblissement de la dynastie royale, a été assassiné en 1419 sur ordre du dauphin futur Charles VII (en retour de l'assassinat de Louis d’Orléans, frère cadet du roi Charles VI, commandité en 1407 par Jean sans Peur) et Philippe, son fils, s'est par vengeance et par intérêt encore plus ouvertement allié aux Anglais que ne l'avait fait son père. Dans ce contexte il est donc essentiel pour le duc Philippe d'avoir sur le siège d'Auxerre un homme qui lui est acquis. Philippe le Bon écrit au pape Eugène IV pour lui demander d'y nommer Laurent Pinon. Le pape répond le 15 juillet 1433 et agrée à sa demande. Comme le doyen du chapitre et concurrent au siège épiscopal Hugues des Noës a fait citer Laurent Pinon devant le concile de Bâle, Philippe écrit aussi aux aînés du concile de Bâle pour leur recommander son confesseur, avançant des arguments politiques et non religieux - ce qui est habile dans le contexte politique du moment, et en l’occurrence efficace. 

Le 4 septembre 1445 Pinon est à Varzy, d'où il autorise à quêter dans le diocèse avec une croix et un reliquaire, pour contribuer à la construction de l'église de Bethléem récemment ruinée par la guerre de Cent Ans et que l'évêque Arnoul fait rebâtir ; et il accorde des indulgences aux donateurs.
Le 21 septembre 1450 l'évêque d'Auxerre Pierre de Longueil reçoit à Bethléem l'hommage de Charles comte de Nevers et de Rethel, pour la baronnie de Donzy. Il est d'ailleurs noté dans l'acte ad hoc que la cérémonie de cet hommage aurait dû se dérouler au château épiscopal de Varzy. Arnoul, l'évêque de Bethléem alors en fonction, y assiste ainsi que d'autres personnages,.
En 1464 le cardinal Rollin évêque d'Autun, sollicité par quelques religieux demeurant avec un ancien évêque de Bethléem, confère l'épiscopat de Bethléem à Antoine Buisson Carme. Ce faisant il empiète sur le droit de l'évêque d'Auxerre, qui cette année-là est Pierre de Longueil (en fonction 1449-1473). Ce dernier connaît la décision papale de 1211. Il soutient donc que l'affaire est de son ressort ; d'ailleurs l'évêque de Bethléem paie la décime apostolique à l'évêché d'Auxerre. Une enquête est ouverte, avec Jean Chevalier pour l'évêque d'Auxerre et Gui de Montagu pour celui d'Autun, et l'abbé de Vézelay devant arbitrer. Le tout reste cordial, les deux évêques s'accordant pour chacun leur tour célébrer les ordres dans la chapelle de l'hôpital pendant le temps qu'il faudrait pour résoudre l'affaire. Les choses traînent un tant soit peu et avec le temps apparaît une falsification, soit dans les provisions soit dans la prise de possession du précédent évêque de Bethléem dont la fonction passe pour avoir été attribuée par l'évêque d'Autun. Le responsable en est Gui de Chassy, religieux et familier d'Antoine Buisson, et que Pierre de Longueil somme de s'expliquer sur ce point et sur d'autres délits. Gui de Chassy ne se présente pas à la convocation et est excommunié, une sentence prononcée dans l'église de Clamecy. Gui de Chassy en appelle à la sentence ; Pierre de Longueil obtient de la cour des lettres datées du 17 mai 1466 interdisant de traduire cette affaire hors du royaume. Ces lettres sont signifiées à Antoine Buisson et Gui de Chassy le 28 du même mois de mai. Gui de Chassy demande des lettres apostolos à Pierre de Longueil, qui les lui refuse. 

Etienne Belli Profez, venant de la même maison du Carmel de Savoie qu'Antoine Buisson et demeurant avec lui, décide d'administrer les sacrements dans la chapelle de Bethléem (qui est hors juridiction de l'évêché de Bethléem). Lui aussi est sommé de comparaître devant l'évêque d'Auxerre, ne se présente pas et est de même excommunié, demande des lettres apostolos qui lui sont à lui aussi refusées ; ce dernier acte est signé le 18 juillet 1468 par le notaire Jean Briant, trésorier de Cosne.
Etienne Belli et Gui de Chassy obtiennent l'absolution ad cautelam auprès du cardinal Rollin le 18 janvier suivant, à la suite de quoi tous deux se font oublier. Le but de Pierre de Longueil est d'empêcher l'évêque de Bethléem de donner les ordres dans la chapelle de l'hôpital ou à l'intérieur de son hospice, si ce n'est aux religieux y demeurant, et de faire cesser l'usage d'annoncer des ordinations générales que cet évêque affichait sur la porte de son hôpital ; le clergé de France finit par y remédier.

#### XVIesiècle
En 1521 Filbert de Beaujeu est nommé évêque de Bethléem ; il le restera jusqu'à sa mort en 1555. Il est aussi grand prieur de l'abbaye Saint-Germain d'Auxerre.
Il semble que dès 1521 il soit choisi par François de Dinteville évêque d'Auxerre (1513-1530) pour exercer la fonction d'évêque suppléant (pour le diocèse d'Auxerre, donc), car Lebeuf signale une affaire arrivée « sous son gouvernement », lequel n'aurait duré qu'une année à cause de ses nombreuses autres occupations et pour lequel il a été remplacé par Pierre de Piles, chanoine et licencié es Lois.
Très peu de temps après son installation à Auxerre à la suite de son oncle, François II de Dinteville évêque d'Auxerre (1530-1554) choisit lui aussi Filbert de Beaujeu comme suffragant pour ses propres fonctions épiscopales : deux commissions données à Beaujeu par Guillaume Chausson, vicaire général, en septembre et octobre 1530, indiquent que Dinteville II est déjà absent de son diocèse à cette date,. La suppléance de Beaujeu perdure à l'occasion du voyage de Dinteville II à Rome, où il est envoyé en ambassade en 1531 par François Ier pour négocier un mariage royal avec la nièce du pape. Lorsqu'Auxerre subit une épidémie de peste en 1531, Beaujeu écrit à Dinteville II à Rome en septembre pour l'en avertir et offrir ses services.
Il est probable que Dinteville II maintienne Beaujeu dans cette fonction pendant plusieurs années car Dinteville II lui-même effectue encore plusieurs voyages par la suite. On note entre autres en 1548 Filbert de Beaujeu effectuant par ordre de Dinteville II une réconciliation de cimetière (à la suite d'une profanation) à Jussy et, le 3 novembre de cette année-là, la dédicace de l'église paroissiale de Sailly-les-Bois,. À la mort de Dinteville II, deux évêques in partibus suppléent à l'épiscopat vacant : en 1554 Filbert de Beaujeu, toujours évêque de Bethléem, pour les ordinations ; et frère Philippe évêque de Philadelphie pour les visites du diocèse en 1556 (Beaujeu étant décédé entre-temps).

#### XVIIesiècle
Une contestation au sujet de la chapelle du faubourg de Bethléem s'élève entre Louis de Clèves prieur de La Charité et évêque de Bethléem, et François de Donadieu évêque d'Auxerre. Louis de Clèves veut que la chapelle de Bethléem soit reconnue rattachée à son évêché, ce qu'elle n'est pas. La dispute est résolue le 12 mai 1606 en faveur de l'évêque d'Auxerre qui a pris comme avocat Germain Cochon.
En 1635 Dominique Séguier, évêque d'Auxerre (1631-1637) et frère du garde des Sceaux (1633) puis chancelier du royaume (1635) Pierre Séguier, obtient de l'assemblée du clergé tenue en 1635 que le Clergé de France verse une pension de 500 livres à l'évêque de Bethléem, avec en contrepartie l'engagement des évêques de Bethléem de ne plus célébrer d'ordinations dans la chapelle de l'hôpital. Sa plaidoirie dans ce sens mentionne André de Sosée, évêque de Bethléem en fonction à l'époque, recevant des présents de ceux qu'il ordonne.
En 1672 le roi Louis XIV est informé que nombre d'hôpitaux et de maladrerie sont mal gérés et considérés comme une source de revenus pour certains plutôt que comme des établissements de soins ; il décide donc de les réunir à l'ordre de Notre-Dame du Mont-Carmel et que cet ordre sera responsable de leur administration. De nombreuses protestations s'ensuivent contre ce changement inopportun qui nuit aux malades et aux pauvres. En 1693 un édit modifie de nouveau la situation : dans chaque intendance des fermiers généraux sont provisoirement chargés de la gestion des lieux. En 1695 l'hôpital de Panthénor est restauré par les habitants et le chapitre de Clamecy, et les maladreries de Clamecy, de Corvol et de Druyes sont réunies à cet établissement. Le 12 décembre 1698 une déclaration du roi prescrit la formation dans chaque hôtel-dieu, d'un bureau de direction composé des premières autorités judiciaires et municipales - le curé en faisant partie de droit ; de plus les habitants élisent plusieurs membres tous les trois ans. Ces mesures interviennent juste avant le printemps 1699, pendant lequel la misère est si grande que l'alimentation du peuple est à base de racines et de son.

#### XVIIIesiècle

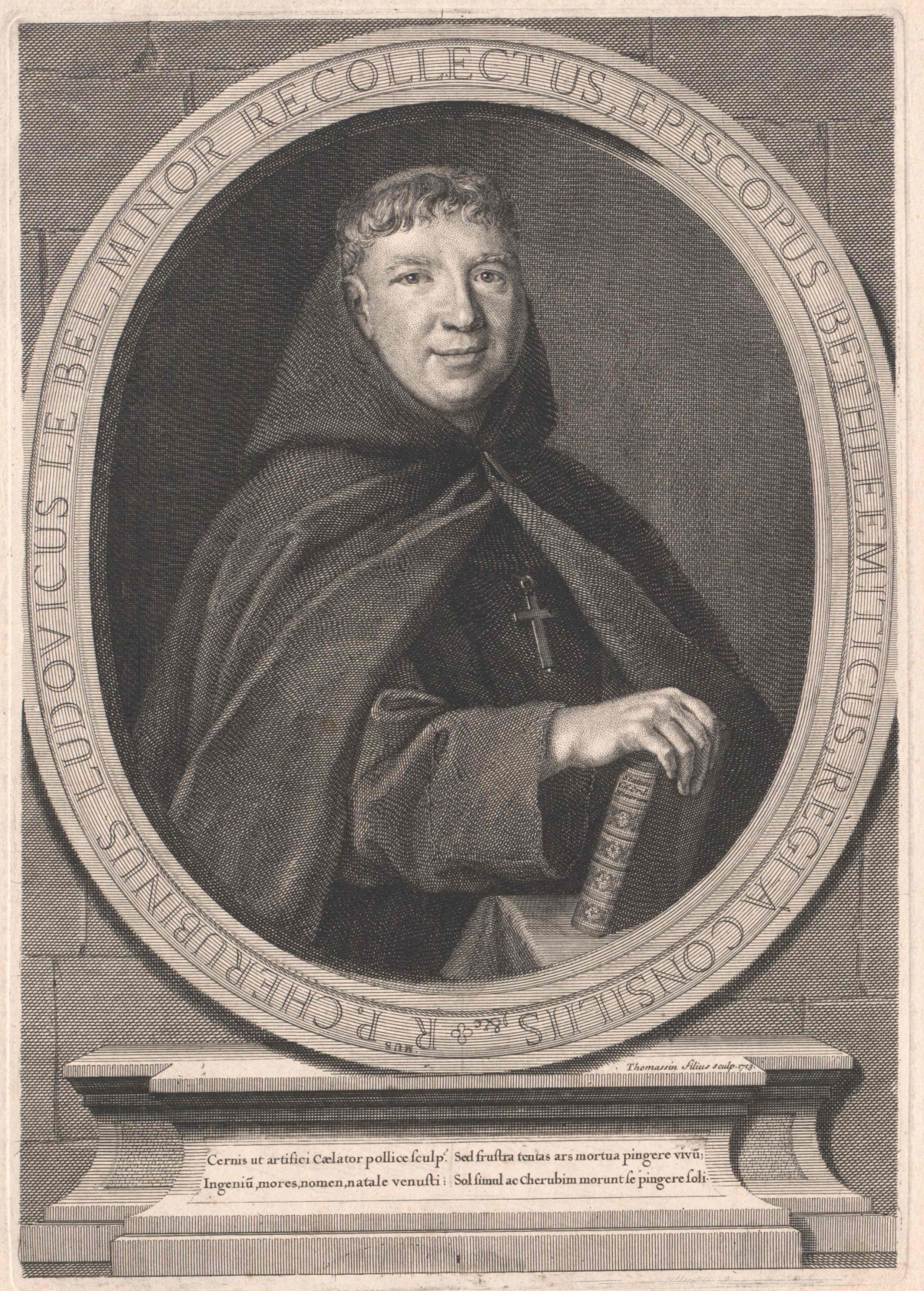
Portrait de Chérubin-Louis Le Bel, Frère Mineur Récollet, évêque de Bethléem (1701-1738).

Depuis le début du XVIe siècle les évêques successifs de Bethléem ont respecté le statu quo imposé par l'assemblée du clergé.. Mais quand l'évêque d'Auxerre Charles de Caylus (en fonction 1705-1754), tiraillé entre jansénisme et conformisme au pape, se retrouve en difficulté dans son diocèse, l'évêque de Bethléem Louis Lebel (en fonction 1701-1738) cherche à empiéter sur les droits de l'évêque d'Auxerre. En 1729 Lebel pousse les Récollets de Clamecy et son propre vicaire général le curé d'Armes à exercer les droits curiaux dans le faubourg de Bethléem ; ce dernier va jusqu'à conduire la procession de la Fête-Dieu avec violons et tambours. Le soutien de la population est divisé entre les deux évêques. En 1732 Louis Lebel adresse une requête au roi pour faire établir sa juridiction. Le conseil, embarrassé, renvoie la question au bureau ecclésiastique qui la communique à Caylus. Il semble qu'aucune solution n'ait été apportée à cette question du temps de Caylus à Auxerre à cause, semble-t-il, de ses sympathies protestantes qui déplaisent aux autorités.
En 1769 Charles de Quélen, évêque de Bethléem in partibus (1754-1777), est en poste depuis déjà 14 ans quand il décide de renouveler les prétentions de son évêché sur la juridiction ecclésiastique de la chapelle et du bourg de Panthénor. Il s'y rend en mai, y institue un grand-archidiacre et vicaire général et un autre secrétaire de son évêché ; il fait ensuite deux ordinations et annonce qu'il viendra l'année suivante ordiner ceux qui se présentent régulièrement. L'évêque d'Auxerre Jean-Baptiste de Cicé (1760-1801, dernier évêque d'Auxerre) proteste ; l'affaire fait l'objet d'une instance dont la suite est inconnue.

### Suppression du diocèse, rétablissement en faveur d'Agaune
À l'occasion du concordat de 1801, le pape Pie VII décrète la suppression définitive du diocèse. Le chapitre de Bethléem passe sous la juridiction de Nevers. Par la suite plusieurs évêques de Nevers demandent en vain que leur soit conféré le titre d’évêque de Bethléem.
Par lettre apostolique du 3 juillet 1840, le pape Grégoire XVI érige de nouveau Bethléem en siège titulaire en faveur de l'abbé de Saint-Maurice d'Agaune dans le Valais,,. Le siège est actuellement vacant.
Toujours en 1840, des visiteurs notent que « dans ces dernières années, l'église épiscopale, aujourd'hui métamorphosée en maison et en magasin, avait encore tous les caractères de l'architecture romane ».
Pour perpétuer le souvenir de l'ancien diocèse, l'évêque de Nevers donna en 1849 le nom d'archidiaconé de Bethléem à la circonscription formée par les archiprêtrés de Clamecy, Cosne et La Charité,, qui fut confiée à Mgr Crosnier, vicaire général et historien émérite du Nivernais.

## Évêques de Bethléem

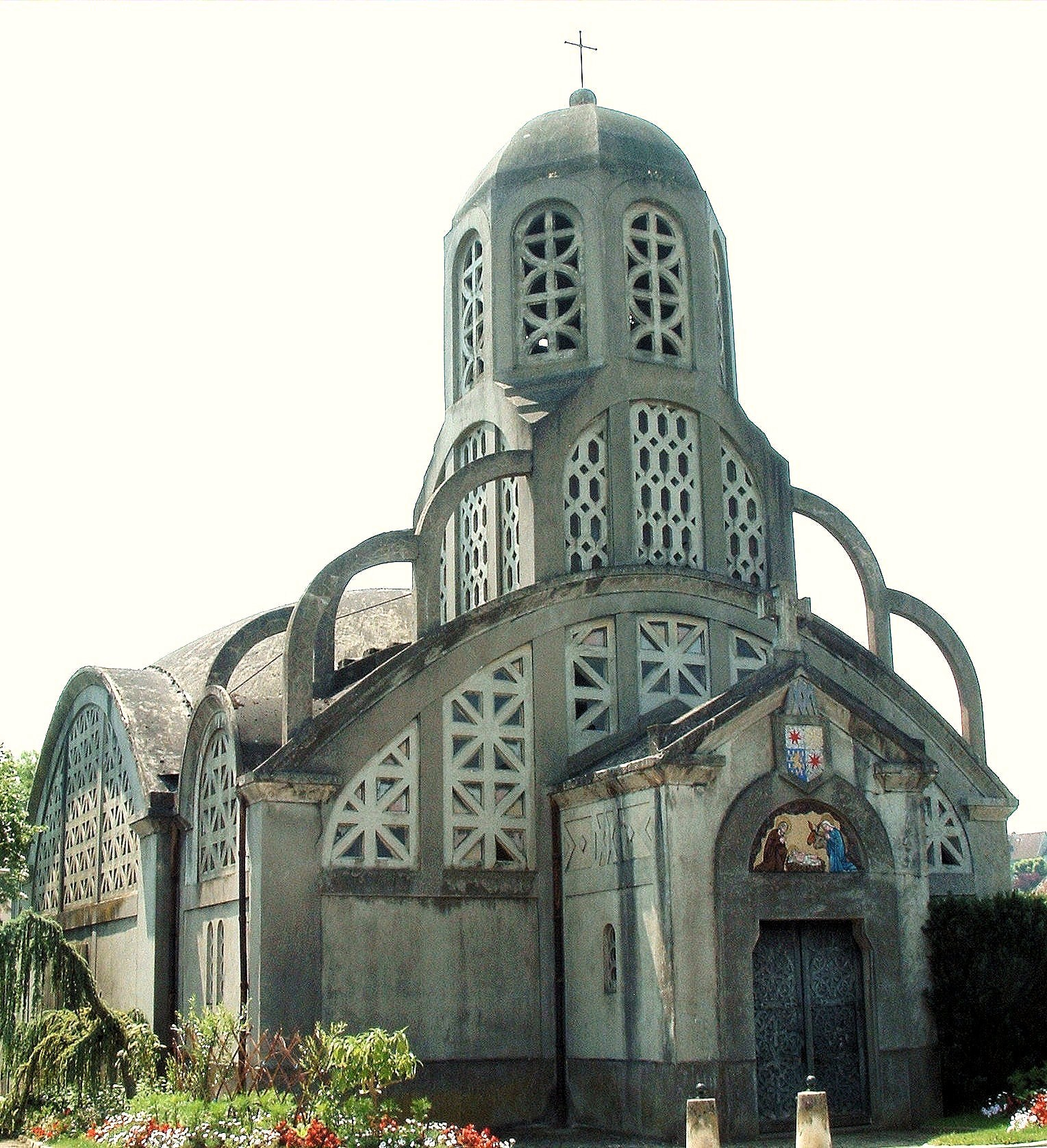
Église Notre-Dame-de-Bethléem, façade

## Monuments
L'église Notre-Dame-de-Bethléem a été conçue en 1926 avec des éléments de style nettement byzantin et réalisée en béton armé par l'architecte Georges-Théodore Renaud (1875-1947) et le peintre Robert Pouyaud. Troisième église construite en béton armé en France, elle rappelle les cinquante évêques de Bethléem qui résidèrent à Clamecy après la disparition du royaume latin de Jérusalem de 1223 jusqu'à la Révolution française. Elle est inscrite à l'inventaire des monuments historiques.

## Confusion possible
Il existe un monastère de Bethléem sur la commune de Nemours en Seine-et-Marne.